# Robertson Davies

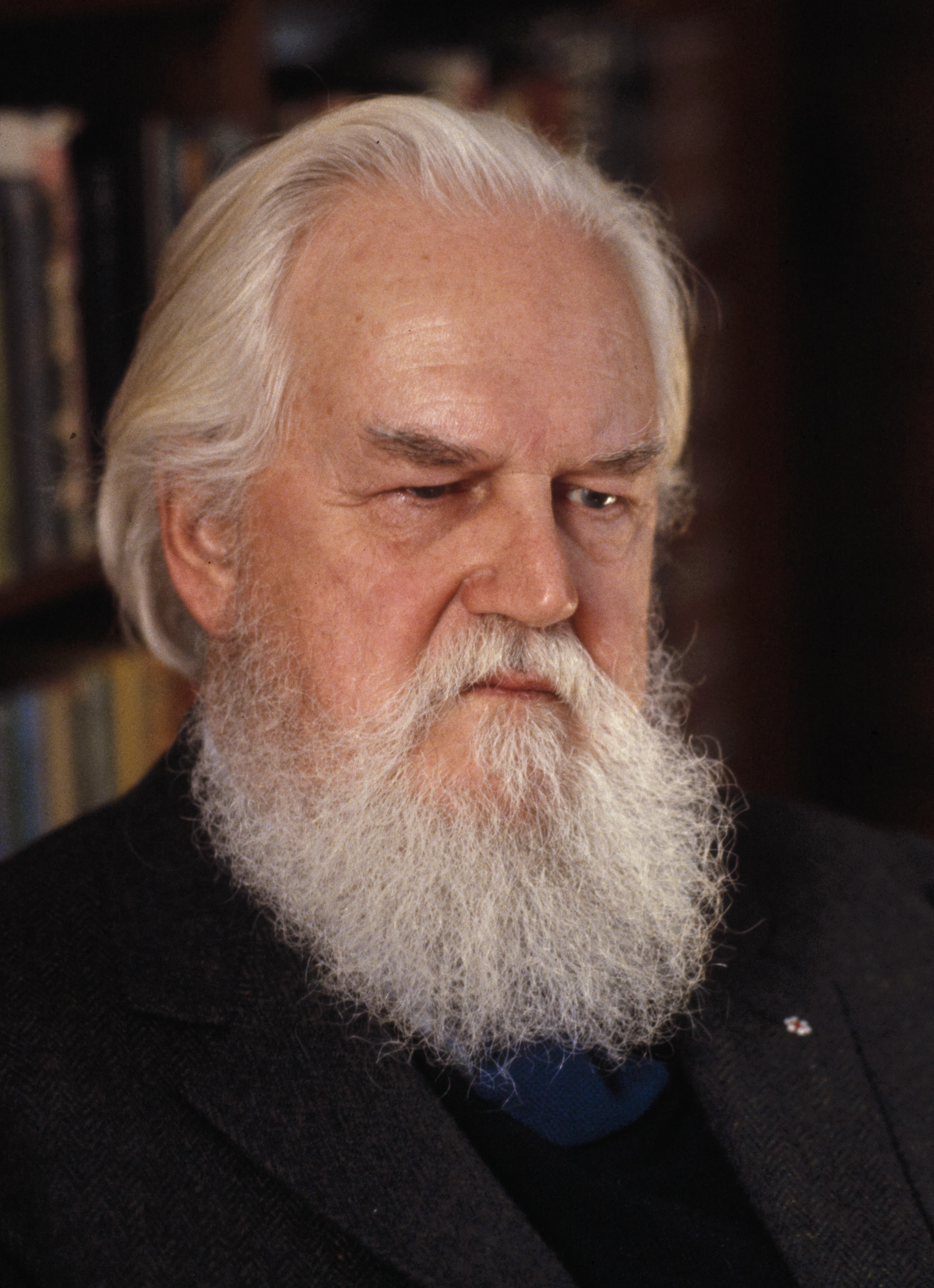
Robertson Davies

Robertson Davies, CC, O.Ont, FRSC, FRSL (* 28. August 1913 in Thamesville, Ontario; † 2. Dezember 1995 in Orangeville, Ontario) war ein kanadischer Schriftsteller (Romane, Schauspiele), Kritiker, Journalist und Professor. Er war einer der bekanntesten und meist ausgezeichneten kanadischen Schriftsteller. Einige seiner Werke erschienen unter dem Pseudonym „Samuel Marchbanks“.

## Leben

### Frühe Jahre
Robertson Davies’ Vater, der Senator William Rupert Davies, war früh dem Medium der Zeitung verbunden; Davies’ Eltern waren begeisterte Leser. Davies selbst beteiligte sich schon als Kind an Theateraufführungen und sollte sein Leben lang dem Theater zugeneigt bleiben. Er besuchte das Upper Canada College in Toronto von 1926 bis 1932 und studierte dann bis 1935 an der Queen’s University in Kingston, Ontario. Danach ging er nach England, um am Balliol College, Oxford Literaturwissenschaft zu studieren. 1939 veröffentlichte er seine Abschlussarbeit Shakespeare's Boy Actors, und spielte danach kleinere Rollen in Theatern in der Umgebung von London. 1940 ging er die Ehe mit der aus Australien stammenden Brenda Mathews ein.
Die Erlebnisse dieser Zeit, zum Beispiel als ein Kanadier, der in England seine Ausbildung sucht, oder das Theaterleben, fanden Eingang in die späteren Romane. Nach eigenen Angaben wurde er, vom Werk John Cowper Powys’ beeinflusst, der ebenfalls walisische Vorfahren hatte.

### Mittlere Jahre
Davies und seine Frau kehrten 1940 nach Kanada zurück, wo er beim Saturday Night Magazine für den Literaturteil verantwortlich wurde. Zwei Jahre danach wurde er Redakteur beim Peterborough Examiner in der Kleinstadt Peterborough, im Nordosten Torontos. Während seiner Anstellung als Redakteur beim Examiner (1942–1955), sowie in seiner Zeit als Herausgeber (1955–1965) veröffentlichte Davies 18 Bücher, schrieb Artikel für Zeitschriften und organisierte Aufführungen mehrerer seiner Schauspiele. Er hatte seine Theorie des Schauspielens 1947 in Shakespeare for Young Players vorgestellt, und dieser folgend 1948 den Einakter Eros at Breakfast geschrieben. Das Dominion Drama Festival nannte Eros at Breakfast das beste kanadische Schauspiel des Jahres 1948. Es folgten Fortune, My Foe im Jahre 1949 und 1950 At My Heart's Core, ein Schauspiel in drei Akten. Daneben schrieb Davies witzige Essays im Examiner unter dem Pseudonym Samuel Marchbanks, die später zum Teil in Büchern zusammengestellt herausgegeben wurden.
In den 1950ern war Davies eine treibende Kraft beim Aufbau des Stratford Shakespearean Festival of Canada. Er schrieb später zusammen mit dem Direktor des Festivals, Tyrone Guthrie, drei Bücher über die frühen Jahre des Festivals.
Obwohl seine große Liebe das Drama war und seine Essays Anklang fanden, wurden seine Romane am erfolgreichsten. Seine ersten drei Romane, Tempest-Tost (1951), Leaven of Malice (1954) und A Mixture of Frailties (1958), später als Salterton Trilogie bekannt, spielen im protestantischen kanadischen Kleinstadtmileu. Ein durchgängiges Thema ist das Problem, in diesem Umfeld Kunst und Kultur zu pflegen.

### Die 1960er
1960 fand Davies eine Lehranstellung für Literatur am Trinity College der University of Toronto. Im Folgejahr veröffentlichte er unter dem Titel A Voice From the Attic eine Reihe literarischer Essays und gewann die Lorne Pierce Medal der Royal Society of Canada für sein literarisches Werk. 1963 wurde er Master des Massey College in Toronto, wo er die Tradition begründete, zu den jährlichen Weihnachtsfeierlichkeiten Gespenstergeschichten zu schreiben und zu erzählen. Seine Geschichten erschienen 1982 unter dem Titel High Spirits.

### Die 1970er
Aus Davies’ Interesse an der Jungschen analytischen Psychologie wuchs sein wohl bekanntester, 1970 erschienener Roman Fifth Business. Das autobiografisch geprägte Buch spiegelt seine Faszination an der Mythologie und der Magie. Der Ich-Erzähler ist Kind von Immigranten, dessen Vater eine Zeitung in einer kanadischen Kleinstadt herausgibt. Die Handlungsträger des Romans folgen Jungschen Archetypen, nach Davies Überzeugung der Herrschaft des Geistes über die materielle Welt.
An den Erfolg von Fifth Business konnte Davies mit zwei Nachfolgeromanen anschließen: The Manticore (1972)  und World of Wonders (1975) schließen die Deptford Trilogie ab.

### Die 1980er und 1990er
Nach seinem Eintritt in den Ruhestand erschien 1981 der siebte Roman The Rebel Angels, eine Satire über das Universitätsleben. Zusammen mit What's Bred in the Bone (1985) und The Lyre of Orpheus (1988) bilden diese Romane seine dritte, die Cornish, Trilogie.
Auch in den beiden folgenden Romanen (Murther and Walking Spirits, 1991 und The Cunning Man, 1994) konnte Davies an seine populären Erfolge anknüpfen. Allerdings konnte er den letzten Roman dieser geplanten vierten Trilogie nicht mehr vollenden.
Davies verwirklichte weiterhin einen lange gehegten Traum, indem er das Libretto für die Oper The Golden Ass (nach den Metamorphosen des Apuleius) schrieb, genau wie er es im Roman A Mixture of Frailties (1958) einer der handelnden Personen gewährte. Die Oper wurde 1999 nach Davies' Tod von der Canadian Opera Company im Hummingbird Centre in Toronto uraufgeführt.

## Familiäres
Robertson Davies war mit dem kanadischen Schriftsteller Scott Young (1918–2005) befreundet, dem Vater des Musikers Neil Young. Die Wohnorte der beiden Familien, Peterborough und Omemee in der Provinz Ontario, waren nur wenige Kilometer voneinander entfernt. Neil Young schreibt in seiner Autobiografie Waging Heavy Peace (deutsch Ein Hippie-Traum): „An Weihnachten besuchten wir ihn immer, es wurde gefeiert, und wir spielten Scharade. Er hatte eine ganze Handvoll Töchter, sehr aufregend.“

## Auszeichnungen und Ehrungen
- Dominion Drama Festival Award (1948) für bestes kanadisches Schauspiel (für Eros at Breakfast)
- Stephen Leacock Award for Humour (1955) (für Leaven of Malice)
- Lorne Pierce Medal (1961) für die schriftstellerische Leistung
- Governor General’s Award for Fiction (1972) in der Kategorie Englische Fiktion (für The Manticore)
- World Fantasy Award (1984) in der Kategorie „Anthologie/Sammlung“ (für High Spirits)
- Nominiert für den Booker Prize für Fiktion (1986) (für What's Bred in the Bone).
- Toronto Book Awards (1986) für What's Bred in the Bone
- Erstes kanadisches Ehrenmitglied der American Academy of Arts and Letters (1980)[4]
- Companion des Order of Canada

## Werk

### Essays
Fiktionale Essays
- The Diary of Samuel Marchbanks (1947)
- The Table Talk of Samuel Marchbanks (1949)
- Samuel Marchbanks' Almanack (1967)
- The Papers of Samuel Marchbanks (1985)

Kritische Essays
- Shakespeare's Boy Actors (1939)
- Shakespeare for Young Players: A Junior Course (1942)
- Renown at Stratford (1953) (gemeinsam mit Tyrone Guthrie)
- Twice Have the Trumpets Sounded (1954) (gemeinsam mit Tyrone Guthrie)
- Thrice the Brindled Cat Hath Mew'd (1955) (gemeinsam mit Tyrone Guthrie)
- A Voice From the Attic (1960)
- A Feast of Stephen (1970)
- Stephen Leacock (1970)
- One Half of Robertson Davies (1977)
- The Enthusiasms of Robertson Davies (1979) Hg. Judith Skelton Grant
- Well-Tempered Critic (1981)
- The Mirror of Nature (1983)
- Reading and Writing (1993) (zwei Essays, später in The Merry Heart zusammengestellt)
- The Merry Heart (1996)
- Happy Alchemy (1997) (Hgg. Jennifer Surridge, Brenda Davies)

### Romane
Die Salterton Trilogie
- Tempest-Tost (1951)
- Leaven of Malice (1954)
- A Mixture of Frailties (1958).

Übers. Richard Hoffmann: Glanz und Schwäche. 1960
Die Deptford Trilogie
- Fifth Business (1970)

Übers. Maria Gridling: Der Fünfte im Spiel. 1984 ISBN 3-552-03612-1
Übers. Maria Seifert: Der Fünfte im Spiel. 2019 ISBN 978-3-03820-068-0
- The Manticore (1972)

Übers. Stefanie Schaffer: Das Fabelwesen. 1985 ISBN 3-552-03704-7
- World of Wonders (1975)

Übers. Stefanie Schaffer: Welt der Wunder. 1986 ISBN 3-552-03803-5
Die Cornish Trilogie
- The Rebel Angels (1981)

Übers. Stefanie Schaffer: Rebellische Engel. 1987 ISBN 3-552-03903-1
- What's Bred in the Bone (1985)

Übers. Stefanie Schaffer: Was du ererbt von deinen Vätern ... 1990
- The Lyre of Orpheus (1988)

Die Toronto Trilogie (unvollendet)
- Murther and Walking Spirits (1991)

Übers. Gesine Strempel: Wandelnde Schatten. 1992
- The Cunning Man (1994)

Übers. Renate Orth-Guttmann: Engel im Kopf. 1995

### Kurzgeschichten
- High Spirits (1982)

### Schauspiele
- Overlaid (1948)
- Fortune My Foe (1949)
- Eros at Breakfast (1949)
- At My Heart's Core (1950)
- A Masque of Aesop (1952)
- A Jig for the Gypsy (1955)
- A Masque of Mr. Punch (1963)
- Question Time (1975)
- Brothers in the Black Art (1981)
- Hunting Stuart (1994)
- The Voice of the People (1994)

### Opernlibretti
- Jezebel (1993)
- The Golden Ass (1999)

### Briefe
- For Your Eye Alone (2000) Hg. Judith Skelton Grant
- Discoveries (2002) Hg. Judith Skelton Grant

### Diverses
- The Quotable Robertson Davies: The Wit and Wisdom of the Master (2005) (Zusammengestellt von James Channing Shaw)